# Ma femme est un grand homme
Pour les articles homonymes, voir The Farmer's Daughter.
Pour plus de détails, voir Fiche technique et Distribution.
Ma femme est un grand homme (titre original : The Farmer's Daughter) est un film américain réalisé par H. C. Potter, sorti en 1947.
Ce film est l'adaptation d'une pièce de théâtre écrite par Hella Wuolijoki, intitulée Juurakon Hulda.

## Synopsis
Katrin Holstrom (Loretta Young), fille de fermier, part vers la ville pour devenir infirmière. Elle est contrainte de devenir femme de chambre et entre au service de Mrs. Morley (Ethel Barrymore), dont le fils Glenn (Joseph Cotten) est député. Lors d'une réunion, Katrin s'exprime et décide de se lancer dans la politique.

## Fiche technique
- Titre : Ma femme est un grand homme
- Titre original : The Farmer's Daughter
- Réalisation : H.C. Potter
- Scénario : Allen Rivkin et Laura Kerr d'après Hella Wuolijoki
- Photographie : Milton R. Krasner
- Montage : Harry Marker
- Musique : Leigh Harline
- Producteur : Dore Schary
- Société de production : Vanguard Films, Dore Schary Productions
- Société de distribution : RKO Radio Pictures
- Pays de production :  États-Unis
- Langue : anglais, suédois
- Format : noir et blanc – 35 mm – 1,37:1 – mono (RCA Sound System)
- Genre : Comédie dramatique, Comédie romantique
- Durée : 97 minutes
- Date de sortie : 
  - États-Unis : 26 mars 1947
  - France : 14 avril 1948

## Distribution
- Loretta Young : Katrin Holstrom
- Joseph Cotten : Glenn Morley
- Ethel Barrymore : Agatha Morley
- Charles Bickford : Joseph Clancy
- Rose Hobart : Virginia Thatcher
- Rhys Williams : Adolph Petree, le peintre
- Harry Davenport : Docteur d'Agathe
- Tom Powers : Hy Nordick
- William Harrigan : Ward Hughes
- Lex Barker : Olaf Holstrom
- Harry Shannon : Mr. Holstrom
- Keith Andes : Sven Holstrom
- Anna Q. Nilsson : Mme Holstrom
- Thurston Hall : Wilbur Johnson
- James Arness : Peter Holstrom
- Don Beddoe : Einar, le reporter
- Cy Kendall : Sweeney
- William Bailey : un père

## Distinctions
- Oscar de la meilleure actrice pour Loretta Young